# David Zucker (Eishockeyspieler)
David Zucker (* 11. Oktober 1987 in Sokolov, Tschechoslowakei) ist ein deutsch-tschechischer Eishockeyspieler, der seit Juli 2025 beim EV Dingolfing aus der viertklassigen Eishockey-Bayernliga unter Vertrag steht und dort auf der Position des linken Flügelstürmers spielt. Zuvor war Zucker unter anderem für die Fischtown Pinguins Bremerhaven, Ravensburg Towerstars und den EV Landshut in Deutschland aktiv. Den Großteil seiner Karriere verbrachte er jedoch beim HC Energie Karlovy Vary in der tschechischen Extraliga, für den er annähernd 350 Partien absolvierte und im Jahr 2009 die Tschechische Meisterschaft gewann.

## Karriere
David Zucker begann seine Karriere als Eishockeyspieler in der Nachwuchsabteilung des HC Energie Karlovy Vary, für dessen Profimannschaft er in der Saison 2006/07 sein Debüt in der tschechischen Extraliga gab. Zuvor hatte er im Seniorenbereich bereits leihweise in der Saison 2004/05 vier Partien für den HK Baník Sokolov in der drittklassigen 2. Liga bestritten. Mit Karlovy Vary wurde der Linksschütze in der Saison 2008/09 erstmals Tschechischer Meister und konnte sich mit seiner Mannschaft beim HC Slavia Prag für die Vorjahresniederlage im Playoff-Finale revanchieren. Von 2007 bis 2009 stand Zucker zudem parallel für den Zweitligisten HC Most  und Baník Sokolov in der dritthöchsten Spielklasse auf dem Eis. Nach der Saison 2013/14 verließ der Stürmer den HC Karlovy Vary und spielte in der Folgesaison beim HC Rebel Havlíčkův Brod in der zweiten tschechischen Liga sowie beim MHC Martin in der slowakischen Extraliga.
Zur Spielzeit 2015/16 wechselte Zucker zu den Fischtown Pinguins Bremerhaven nach Deutschland. Nach einem Jahr in der DEL2 schaffte der Deutsch-Tscheche mit dem Verein den Sprung in die Deutsche Eishockey Liga (DEL). zum aufstieg hatte der Angreifer in 57 Partien 20 Tore beigetragen. In der Saison 2016/17 bestritt er inklusive der Playoffs insgesamt 34 DEL-Spiele für Bremerhaven und verbuchte sechs Vorlagen, blieb aber torlos. Zum Spieljahr 2017/18 wechselte Zucker zurück in die DEL2, wo er einen Vertrag bei den Ravensburg Towerstars unterzeichnet hatte. Er fand dort für fünf Spielzeiten eine neue sportliche Heimat und gewann mit dem Klub im Frühjahr 2019 Meisterschaft der DEL2. Nach der Saison 2021/22 erhielt Zucker keinen neuen Vertrag bei den Towerstars und wechselte zum Ligarivalen EV Landshut, für den er drei Spielzeiten aktiv war.
Im Sommer 2025 schloss sich der 37-Jährige dem EV Dingolfing aus der viertklassigen Eishockey-Bayernliga an.

## Erfolge und Auszeichnungen
- 2008 Tschechischer Vizemeister mit dem HC Energie Karlovy Vary
- 2009 Tschechischer Meister mit dem HC Energie Karlovy Vary
- 2016 Aufstieg in die DEL mit den Fischtown Pinguins Bremerhaven
- 2019 DEL2-Meister mit den Ravensburg Towerstars

## Karrierestatistik
Stand: Ende der Saison 2024/25
(Legende zur Spielerstatistik: Sp oder GP = absolvierte Spiele; T oder G = erzielte Tore; V oder A = erzielte Assists; Pkt oder Pts = erzielte Scorerpunkte; SM oder PIM = erhaltene Strafminuten; +/− = Plus/Minus-Bilanz; PP = erzielte Überzahltore; SH = erzielte Unterzahltore; GW = erzielte Siegtore; 1 Play-downs/Relegation; Kursiv: Statistik nicht vollständig)